# Odorheiu Secuiesc
Odorheiu Secuiesc (węg. Székelyudvarhely, niem. Oderhellen) – miasto w środkowej Rumunii (Siedmiogród), w okręgu Harghita, nad rzeką Târnava Mare, dopływem Maruszy). Około 36 tys. mieszkańców.
W mieście rozwinął się przemysł metalowy, odzieżowy, spożywczy, drzewny oraz materiałów budowlanych.

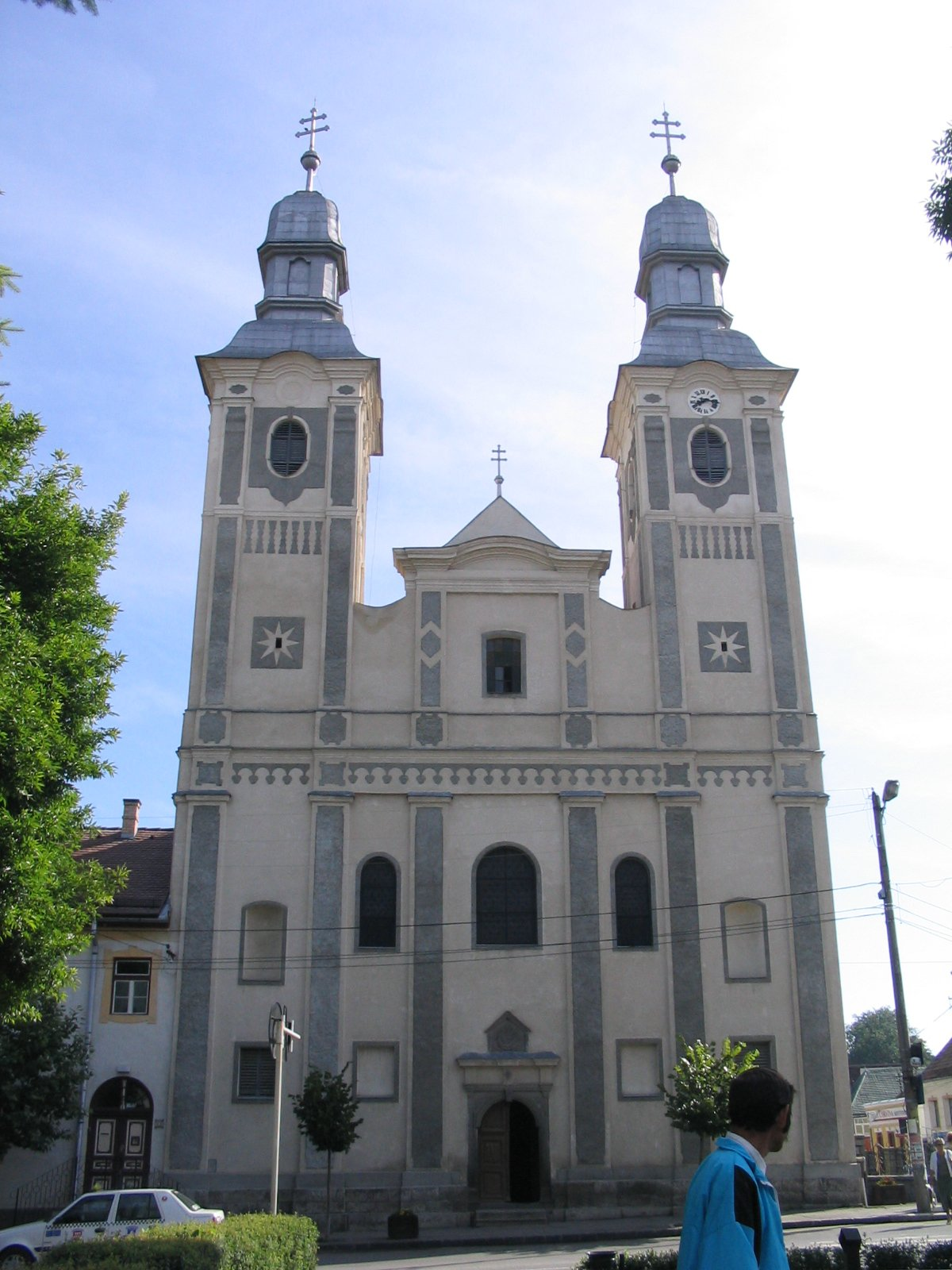
Kościół katolicki

## Miasta partnerskie
- Békéscsaba, Węgry
- Barcs, Węgry
- Subotica, Serbia
- Várkerület, Węgry
- Hegyvidék, Węgry
- Vác, Węgry
- Dunajská Streda, Słowacja
- Soroksár, Węgry
- Tatabánya, Węgry
- Törökbálint, Węgry
- Tihany, Węgry
- Cegléd, Węgry
- Hajdúdorog, Węgry